# Calloctenus
Calloctenus is een kevergeslacht uit de familie van de boktorren (Cerambycidae). De wetenschappelijke naam van het geslacht werd voor het eerst geldig gepubliceerd in 1850 door White.

## Soorten
Calloctenus is monotypisch en omvat slechts de volgende soort:
- Calloctenus pulcher White, 1850